# Uniformitarismo
L'Uniformitarismo (o Attualismo), in filosofia della scienza, è il principio secondo il quale i processi naturali che hanno operato nei tempi passati sono gli stessi che possono essere osservati nel tempo presente. Il suo significato metodologico è compendiato frequentemente dall'asserzione: "Il presente è la chiave per il passato"; oppure, con una formulazione ancora più semplice, che ieri, come oggi, le stesse cause comportavano gli stessi effetti. Questa teoria è anche chiamata dell'Attualismo in quanto rappresenta forze che hanno agito ieri, agiscono oggi ed agiranno domani.
Fu enunciato da naturalisti scozzesi alla fine del XVIII secolo; viene infatti fatto risalire ai lavori del geologo James Hutton (nei quali è associato intimamente al concetto di ciclicità degli eventi geologici), ai lavori di John Playfair e soprattutto ai Principles of Geology di Charles Lyell (1830). Il corrispondente termine inglese Uniformitarianism fu coniato nel 1832 da William Whewell il quale creò anche il termine Catastrofismo al fine di definire le concezioni religiose, molto diffuse fra i protestanti di lingua inglese, secondo le quali la storia della Terra, come un dramma, aveva avuto un inizio distinto con la creazione e procedeva verso la conclusione finale con la fine dei giorni e il Millenarismo.

## Forme principali
L'uniformitarismo, sebbene considerato spesso un singolo principio, corrisponde in realtà a una famiglia di concetti imparentati fra di loro ma non identici. Il paleontologo e teorico dell'Evoluzione Stephen Jay Gould in un lavoro del 1965, ha distinto quattro aspetti: 
1. uniformità di legge;
2. uniformità di genere;
3. uniformità di grado;
4. uniformità di risultato.

Il primo aspetto è stato accettato pressoché universalmente ed è divenuto rapidamente parte del consenso scientifico; il quarto, al contrario, è stato rifiutato pressoché universalmente dalla comunità scientifica fin dalla metà del XIX secolo. Il secondo e soprattutto il terzo aspetto sono controversi e, sebbene accettati in misura crescente nel XX secolo, sono rifiutati da alcuni scienziati i quali ritengono che non sia sempre possibile garantire la presunzione dell'uniformità.
Furono sostenitori dell'uniformitarismo Francesco Bacone, John Stuart Mill e Karl Popper che confutò David Hume (che lo negava).

## Uniformitarismo e catastrofismo
L'uniformitarismo, o meglio Attualismo, è uno dei principi fondamentali della geologia moderna, implica ritenere che fondamentalmente gli stessi processi geologici che operano oggi operarono anche nel passato più lontano.
 
Il suo contrario è il catastrofismo, ossia il principio secondo il quale alcune caratteristiche della superficie terrestre sono comparse improvvisamente nel passato, in base a processi geologici radicalmente diversi da quelli che si verificano attualmente.

Sono tuttavia noti molti eventi "catastrofici" che sono perfettamente compatibili con l'uniformitarismo. Per esempio, Charles Lyell, esponente dell'uniformitarismo, riteneva che i processi geologici in essere causeranno l'inversione del flusso del Niagara (fiume) e che fra circa 10000 anni le sue acque si dirigeranno verso il Lago Erie con inondazioni catastrofiche di gran parte dell'America settentrionale. 
L'uniformitarismo è una generalizzazione del principio dell'attualismo, secondo cui ciò che accade oggi (in ambito astronomico, geologico, paleontologico, ecc.) può essere usato per interpretare ciò che è accaduto in passato. Il principio dell'attualismo è la pietra angolare della paleoecologia.